# Dammtjärnen (Vikers socken, Västmanland)
Dammtjärnen är en sjö i Nora kommun i Västmanland och ingår i Norrströms huvudavrinningsområde.